# Саншайн-Скайуэй
Мост Саншайн-Скайуэй имени Боба Грэма (англ. Bob Graham Sunshine Skyway Bridge) — автомобильный мост через залив Тампа в штате Флорида, США. Главный пролёт моста — вантовый длиной 366 м, общая длина — 6,6 км. Мост является частью шоссе 19, соединяющего Сент-Питерсберг в округе Пинелас и Терра Сейя в округе Мэнати и проходящего над водами округа Хилсборо. Строительство моста началось в 1982 году и завершилось 7 февраля 1987 года. Стоимость работ составила $244 миллиона. Открытие моста состоялось 20 апреля 1987 года. Новый мост заменил старый, частично разрушенный при столкновении с судном в 1980 году.
Для строительства моста использованы сталь и бетон. Стальные кабели собраны в 84 9-дюймовые трубы (по 42 на каждый пилон) вдоль центральной линии, одни поддерживают главный пролёт. Проект моста разработан компанией Figg & Muller Engineering Group, которая также выполнила проект Семимильного моста. Строительство осуществила American Bridge Company.
В 2005 году мосту было присвоено имя Боба Грэма, губернатора Флориды с 1979 по 1987 годы, при котором велось строительство нового моста. Утверждается, что конструкция была предложена Грэмом после поездки во Францию, где он видел мост аналогичной конструкции — Бротоннский мост. Предыдущий мост был посвящён инженеру Уильяму И. Дину, о чём свидетельствует памятная табличка у южной оконечности моста.
Телеканал Travel Channel включил Саншайн-Скайуэй в список десяти лучших мостов мира под номером 3. Мост считается главным во Флориде.

## Первый мост
До появления моста через пролив ходил паром, связывавший Пойнт-Пинеллас и Пайни-Пойнт. Затем, при строительстве шоссе 19 на север, через пролив был перекинут консольный мост, носивший то же название. Построенный компанией Virginia Bridge Company, он имел две полосы движения и открылся 6 сентября 1954 года. В 1969 году параллельно ему на западе был построен аналогичный по конструкции мост, что обеспечило четырёхполосное движение. Открытие второго моста задержалось до 1971 года в связи с необходимостью обеспечить усиление конструкции южной главной опоры, получившей трещины из-за недостаточной глубины фундамента. После введения его в строй движение на каждой из мостов стало односторонним: по старому восточному поток шёл на север, по новому западному — на юг.

### КатастрофаSummit Venture
Мост, открытый в 1971 году, был разрушен в 7:33 утра 9 мая 1980 года при столкновении сухогруза Summit Venture с одной из опор в условиях грозы и нулевой видимости. 366 м пролёта упали в залив Тампа. Шесть легковых автомобилей, грузовик и автобус упали с высоты 46 м, что привело к гибели 35 человек. Катастрофу пережил один человек, пикап которого упал на палубу Summit Venture, прежде чем оказаться в водах залива. Он предъявил иск компании-владельцу судна и в 1984 году получил компенсацию в $175 000. Капитан корабля Джон Лерро был оправдан как жюри присяжных, так и Службой береговой охраны, проводившей расследование происшествия.
Южная главная опора, укрепление которой потребовалось после завершения основной части строительства, выдержала удар корабля без значительных повреждений. Разрушена была следующая опора к югу от главной, не рассчитанная на подобное внешнее воздействие.
После столкновения с Summit Venture, северный мост стал использоваться для движения в обе стороны, пока не было закончено строительство нового моста. Перед тем как старый мост был разобран, единственный выживший в катастрофе стал последним человеком, который по нему проехал. Вместе с ним в машине находилась его жена. Добравшись до высшей точки моста, они сбросили в воду 35 белых гвоздик — по одной за каждого погибшего в катастрофе. Главный пролёт северного моста был снят в 1993 году, а въезды на мост были превращены в парк штата Skyway Fishing Pier State Park.

### Снос старого моста
В 1990 году Департамент транспорта Флориды на конкурсной основе нанял компанию Hardaway Company для сноса старого моста. По требованиям технического задания, никаких конструкций над и под поверхностью воды не должно было остаться. Особое внимание следовало уделить сносу конструкций у фарватера. Кроме того, материал конструкций должен был быть перевезён к берегам, чтобы вместе с подъездами к мосту образовать искусственные рифы, которые планировалось включить в новый рыболовецкий парк штата. Главный пролёт следовало снять единой конструкцией, чтобы его элементы не могли препятствовать движению судов в порт.
При демонтаже конструкций моста были решены многие инженерные задачи: определена последовательность демонтажа, разработан безопасный метод подрыва бетонных и стальных элементов в открытой зоне залива, выработана технология снятия и вывоза конструкции главного пролёта. После многочисленных исследований команда инженеров подготовила план одновременного синхронизированного снятия главного пролёта с помощью двух кранов на баржи. План был успешно реализован за 2,5 часа, несмотря на неблагоприятные погодные условия.

## Новый мост
Предложение губернатора Грэма по конструкции нового моста получило преимущество перед другими предложениями, среди которых было строительство туннеля (признанное нецелесообразным из-за высокого уровня грунтовых вод во Флориде) и восстановление моста в прежнем виде (что не решало проблему навигации крупных судов). Главный пролёт нового моста становился на 50 % длиннее старого. Главные и второстепенные опоры на протяжении 400 м в каждом направлении получали защитные островки, способные выдержать удар судна, превышающего по размеру Summit Venture.

## Прыжок группы Стива Троттера
27 апреля 1997 года группа каскадёров-любителей под руководством Стива Троттера совершила незаконный прыжок с моста на верёвке. Предполагалось, что в результате пятеро участников будут раскачиваться над водой как маятник. Прибыв на высшую точку моста на автомобиле, группа неожиданно вышла на мост, укрепила трос, спустилась по дороге вниз и прыгнула через ограждение. Трюк закончился неудачно: из-за неверного расчёта нагрузки крепление, удерживавшее трос, не сработало, и после прохождения нижней точки траектории группа сорвалась в воду с высоты более 20 м. В результате её участники получили различные повреждения, в том числе у двоих серьёзно пострадал позвоночник.
Причиной неудачи, как показали исследования, было то, что при выборе троса Стив Троттер учитывал только вес участников прыжка, но не перегрузку, возникающую при прохождении нижней точки. После этого неудачного прыжка никакие группы больше не пытались прыгать с моста.
Передачи о прыжке группы Стива Троттера выходили в эфир в рамках передачи NBC News Dateline и Discovery Channel «Молниеносные катастрофы» 2 марта 2009 года.

## Галерея

### Снос старого моста
- Перед сносом
- Снос стальных и бетонных конструкций. Отсутствующая опора у середины моста — пострадавшая в столкновении с Summit Venture
- Главный пролёт моста сгружается на баржи
- Подрыв стальных ферм
- Подрыв бетонных ферм

### Новый мост
- Саншайнс-Скайуэй в сумерках
- Вид на мост из парка Fort De Soto Park
- У высшей точки моста
- Вид на мост с юга
- Вид на мост с поверхности залива
- Вид снизу на главную опору моста